# Recinto abaluartado de Olivenza

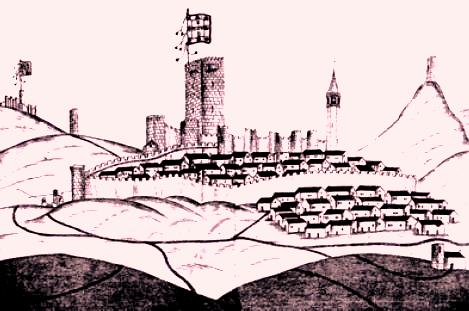
Fortaleza de Olivenza en 1509.

El recinto abaluartado de Olivenza se encuentra en la ciudad española de Olivenza, Extremadura.

## Historia
Durante la Guerra de Restauración portuguesa, la posición de Olivenza, por entonces portuguesa, readquirió importancia estratégica. De este modo, a partir del reinado de Juan IV de Portugal tuvo lugar una nueva etapa constructiva, transformando la ciudad en una auténtica plaza fuerte.
Para ese fin se demolió la antigua cerca manuelina, reaprovechando su piedra para erigir una cuarta muralla, con planta en forma de polígono estrellado, amparada por nueve baluartes. El trazado y dirección de las obras estuvieron a cargo del arquitecto jesuita holandés Cosmander.
Todavía en obras, fue conquistada en 1657, tras cuatro tentativas frustradas, por tropas españolas bajo el mando del duque de San Germán, siendo devuelta a Portugal con la firma del tratado de Lisboa de 1668. Con la paz, fueron retomados los trabajos de fortificación, así como reconstruido el puente de Ajuda, cuyos arcos centrales serían volados en 1709, durante la Guerra de Sucesión Española.
Cosmander, bien capturado por las fuerzas españolas, bien habiéndose cambiado de bando, falleció tiroteado en un ataque español a esa misma plaza, cuando la defendía al frente de un efectivo de 1000 hombres.
Durante la primera mitad del siglo XVIII, los trabajos del recinto abaluartado aumentaron, con la adición de estructuras significativas como las de los Cuarteles de caballería y de infantería, el Cuartel Central (Padaria do Rei), el polvorín de Santa Bárbara, el hospital militar de San Juan de Dios, las puertas del Calvario, los revellines y demás obras exteriores del recinto.
En la segunda mitad de ese siglo, reorientando su posición estratégica frente a España, Portugal cambia de una política ofensiva a una defensiva, lo que afectó a su posición en la margen izquierda del río Guadiana, particularmente a Olivenza: todos los arquitectos militares extranjeros que la visitan, a petición de la Corona portuguesa (Rainsford, Valleré, el Príncipe de Waldeck, Myremont), recomiendan su abandono estratégico considerando:
- la gran cantidad de soldados, artillería, munición y demás pertrechos necesarios para mantener en estado de defensa una plaza de tales dimensiones: nueve baluartes de Olivenza contra ocho de Badajoz, aunque este último contaba con más fortines, semi-baluartes y fuertes en un perímetro y área mucho mayores.
- la fragilidad logística constituida por la manutención y operación del Puente de Ayuda.
- la dificultad táctica de un cuerpo del ejército que pretendiese auxiliar Olivenza, en el caso de que su única línea de retirada, a través del río Guadiana, fuese cortada.

Tal vez debido a esas recomendaciones, al comienzo de la llamada Guerra Peninsular, la plaza fue entregada, sin resistencia, por Julio César Augusto Chermont, su Gobernador el 20 de mayo de 1801, a la vista de las tropas españolas que, en aquel mes, bajo mando de Manuel Godoy, invadieron y ocuparon el Alentejo, durante la Guerra de las Naranjas. De este modo, Olivenza pasaba a manos españolas, aunque sería reclamada por Portugal en el Congreso de Viena de 1815, y que aún hoy no lo reconoce como territorio español.

## Construcciones próximas
- Castillo de Olivenza

## Otros recintos amurallados próximos
- Recinto abaluartado de Badajoz
- Recinto abaluartado de Elvas

- Datos: Q9067224
- Multimedia: Walls of Olivenza, Badajoz / Q9067224